# Liparetrus capillatus
Liparetrus capillatus är en skalbaggsart som beskrevs av Macleay 1886. Liparetrus capillatus ingår i släktet Liparetrus och familjen Melolonthidae. Inga underarter finns listade i Catalogue of Life.